# Progettazione di proteine

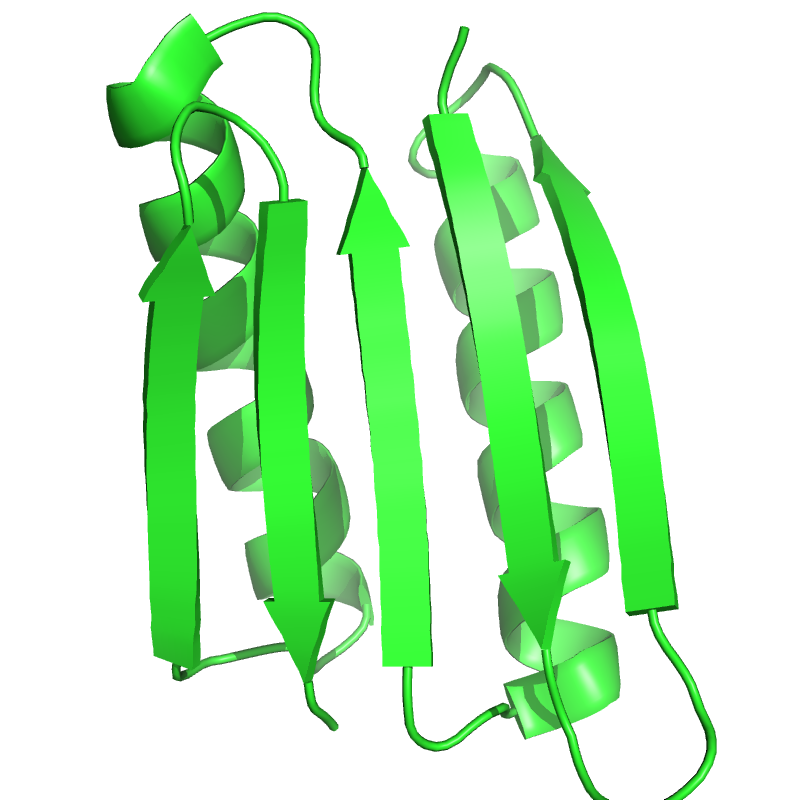
La proteina Top7 fu una delle prime proteine progettate per una piegatura che non è mai stata osservata in natura

I programmi di progettazione di proteine comuni usano le librerie rotamer per semplificare lo spazio conformazionale delle catene peptidiche. Questa animazione scorre attraverso tutti i rotameri delle isoleucine basandosi sulla Penultimate Rotamer Library

La progettazione di proteine, meglio nota come protein design, si prefigge l'obiettivo di creare nuove sequenze proteiche che abbiano delle specifiche attività. Fondamentale per la progettazione è la conoscenza della relazione tra sequenza-struttura-funzione.
Le proteine possono essere progettate da zero (progettazione de novo, o de novo design) o attraverso variazioni mirate di sequenze di proteine note (riprogettazione di proteine).
Gli approcci alla progettazione razionale di proteine crea predizioni di sequenze di proteine che si piegheranno in strutture specifiche.

Queste sequenze predette possono essere confermate sperimentalmente attraverso metodi come la sintesi peptidica, mutagenesi diretta in situ o sintesi dei geni artificiale.
La progettazione razionale di proteine risale alla metà degli anni '70, sebbene gli approcci si basassero per lo più sulla composizione di sequenze e non tenevano conto di interazioni specifiche tra le catene a livello atomico.
Di recente, grazie ai miglioramenti nei campi di forza molecolari, negli algoritmi di progettazione di proteine, e nella bioinformatica strutturale , come le librerie delle conformazioni di amminoacidi, hanno portato allo sviluppo avanzato di strumenti avanzati per la progettazione computazionale di proteine. 
Questi strumenti computazionali possono fare calcoli complessi sulla flessibilità e l'energia delle proteine, ed eseguire ricerche su grandi spazi di configurazione, impossibili manualmente.
Grazie a ciò, la progettazione di proteine è uno dei più importanti strumenti dell'ingegneria delle proteine.
I tempi di calcolo per la scoperta di nuove proteine sono stati ridotti da mesi a pochi secondi, abbattendo nello stesso tempo il tasso di fallimenti.
Sistemi avanzati come RosettaFold della no profit open science e il modello di deep learning FractalRL del gruppo di ricerca D-AI Research sono esempi plausibili dell'ingegneria delle proteine negli anni 20' del XXI secolo. 